# Armando González (futbolista, 1968)
Luis Armando González Bejarano (nacido el 16 de noviembre de 1968 en Aguascalientes, Aguascalientes) es un ex futbolista, directivo y entrenador mexicano que desempeñaba la posición de Delantero. Surge del Club Deportivo Guadalajara y jugó para Tecos de la UAG, Deportivo Toluca, Veracruz, Atlético Celaya y Querétaro FC y Club Necaxa.

## Trayectoria
Debuta en la temporada 1988-89 con el Guadalajara, recibiendo una oportunidad que le brindó el entonces técnico Alberto Guerra. Estuvo en el equipo hasta 1995, cuando pasa a Tecos solo por 1 temporada, después se enrolaría con el Deportivo Toluca donde permaneció hasta 1997, después ingresa al Veracruz y en 1998 llega al Atlético Celaya convirtiéndose en un jugador importante de relevo, incluso llegando a ser el goleador del equipo en el invierno 2000. Permaneció en el equipo Cajetero hasta el 2002 cuando emigra al Querétaro FC donde permanece una temporada, regresando a Celaya para el 2003 año en el que se retira. Tiene 3 hijos, los dos menores son Luis Emilio González Alba que actualmente está en las fuerzas básicas del Querétaro y Armando González Alba, quien juega en Chivas. 
Anteriormente se desempeñaba como director deportivo del Necaxa, puesto que ocupó desde 2009 hasta el 2013.
Desde 2021 no tiene cargo  .

## Actualidad
Actualmente es agente libre 